# Благовещенский монастырь (Ормилия)
Монастырь Благовещения Пресвятой Богородицы, Монастырь Орми́лия (греч. Ιερόν Πατριαρχικόν και Σταυροπηγιακόν Μετόχιον Ευαγγελισμού της Θεοτόκου εν Ορμυλία Χαλκιδικής — Священное патриаршее и ставропигиальное подворье Благовещения Богородицы в Ормилии Халкидской) — православный греческий женский монастырь в 4 км к юго-востоку от селения Ормилия в Халкидиках (Греция). Монастырь является подворьем афонского монастыря Симонопетра и находится под его управлением. Игумения — монахиня Никодими (греч. Νικοδήμη). Сегодня в монастыре проживают 106 монахинь и 6 послушниц разных национальностей, большинство из которых имеют университетское образование. Это самый большой по числу насельниц женский монастырь в Греции.
Престольные праздники: Благовещение Пресвятой Богородицы (25 марта) и св. Мария Магдалина (22 июля), покровительницы монастыря Симонопетра.

## История
Костяк женской монашеской общины во главе с игуменией Никодими сложился к 1972 году из духовных чад архимандрита Емилиана (Вафидиса) и располагался в одном из монастырей Метеор — Святых Феодор (греч. Αγίων Θεοδώρων).
После переселения братства архимандрита Емилиана на Афон в монастырь Симонопетра,  5 июля 1974 года состоялось переселение женской монашеской общины из Метеор на небольшое древнее Благовещенское подворье монастыря Ватопед (XII в.), которое было приобретено Симонопетрой, и, по суждению местного епископа и при содействии Священного Кинота, стало подворьем монастыря Симонопетра. Архимандрит Емилиан считается официальным ктитором монастыря Ормилия.
В 1980 году началось масштабное строительство новых корпусов, которое продолжалось около 15 лет. 14 сентября 1980 года митрополит Кассандры Синесий заложил краеугольный камень монастырского собора. 25 октября 1991 года Благовещенское подворье получило статус патриаршего ставропигиального монастыря.
В 1982 году около Благовещенского подворья был открыт Центр духовной и социальной поддержки Панагия Филантропини (греч. Παναγία η Φιλανθρωπινή), который действует под наблюдением и при деятельном участии женской общины монастыря. При монастыре работает медицинский центр ранней диагностики рака, швейная и иконописная мастерские.